# 徐行 (永樂進士)
徐行（1384年—？），字同倫，江西南昌府進賢縣三十八都人，明朝政治人物。進士出身。

## 生平
江西鄉試九十二名。永樂十年（1412年）壬辰科會試八十三名，殿試登進士第三甲第四十七名。

## 家族
曾祖徐立中。祖父徐彥良。父亲徐遵路。